# Дзержинський сільський округ (Абайський район)
Дзержи́нський сільський округ (каз. Дзержинский ауылдық округі, рос. Дзержинский сельский округ) — адміністративна одиниця у складі Абайського району Карагандинської області Казахстану. Адміністративний центр — село Сарепта.
Населення — 929 осіб (2021; 1246 у 2009, 1486 у 1999, 1642 у 1989).
Станом на 1989 рік існувала Дзержинська сільська рада (села Койбас, Коянди, Родники, Сарепта). 2007 року було ліквідовано село Родники.

## Склад
До складу округу входять такі населені пункти:
| Населений пункт | Населення, осіб (1989) | Населення, осіб (1999) | Населення, осіб (2009) | Населення, осіб (2021) |
| --------------- | ---------------------- | ---------------------- | ---------------------- | ---------------------- |
| Койбас, село    | 136                    | 173                    | 117                    | 14                     |
| Коянди, село    | 28                     | 319                    | 252                    | 186                    |
| Родники, село   | 93                     | -                      | -                      | -                      |
| Сарепта, село   | 1385                   | 994                    | 877                    | 729                    |